# 仮面ライダー (PlayStation)
『仮面ライダー』は、1998年10月1日にバンダイより発売されたPlayStation用格闘ゲーム。この記事では、システム的にも繋がりを持つ続編『仮面ライダーV3』についても記述する。開発はいずれもKAZe。

## 仮面ライダー
『仮面ライダー』のゲーム作品として、1998年10月1日に発売された。

### 概要
仮面ライダーシリーズ初となる3D格闘ゲーム。仮面ライダー側でプレイできる他、敵側であるショッカーの方を操作して、仮面ライダーを返り討ちにすることもできるモードもある。
- ストーリーモード
「ライダーストーリー」と「ショッカーストーリー」の2つがある。負けた場合はライダー編はコンティニューができるが、ショッカー編は即ゲームオーバーとなる。
- 1P対戦モード
- 2P対戦モード
- 死闘! 戦闘員モード
次々と登場する戦闘員を倒していくモード。
- サバイバルモード
- チーム対戦モード
- 特訓モード
- デジタルカードモード
仮面ライダースナックを基にしたモード。
- オプション

### 登場キャラクター
声優はショッカー首領とナレーター（中江真司）を除き、原作の音声を流用したライブラリ出演。

#### 使用キャラクター
オリジナルの技も多いため、技名も記載しておく。◎の付いているものは、ガード不能技。
本郷猛 / 仮面ライダー1号
声 - 藤岡弘
ショッカーストーリー編では、中ボスとして登場。
- 主な技
  - ライダージャンプ
  - 電光ライダーキック ◎
  - ライダーキック ◎
  - ライダーパワー
自分もダメージを受ける。
  - ライダーパンチ
  - ライダー錐もみシュート
  - ミドルスピンキック

一文字隼人 / 仮面ライダー2号
声 - 佐々木剛
ショッカーストーリー編では、最終ボスとして登場。
- 主な技
  - ライダージャンプ
  - ライダー回転キック ◎
  - ライダーキック ◎
  - ライダーパワー
自分もダメージを受ける。
  - ライダーパンチ
  - アッパーカット

蜘蛛男
声 - 槐柳二
- 主な技
  - 反転蹴り
  - 糸回し
  - 三角飛び ◎
  - ぶらさがりキック
  - 蜘蛛毒針

カメレオン男
声 - 沢りつお
- 主な技
  - カメレオンロングニードル ◎
  - カメレオンニードルアッパー
  - 死神ポイズンガス ◎
  - ホールドフェイススラッシャー
  - グランドアクション
  - グランドヘッドアッパー
グランドアクション中にのみ発動。
  - カメンレオンワープ
  - ローリングダイブ

蜂女
声 - 沼波輝枝
- 主な技
  - エッヂオブダークネス
  - 蜜蜂の囁き
相手を眠らせる効果を持つ。
  - ワスプニードル
相手の睡眠中にのみ発動。
  - ヘルズウォーカービー
相手の睡眠中にのみ発動。
  - ハニービーアタック
  - クイーンビーヒール
  - サマーソルトキック

サボテグロン
声 - 鈴木利秋
- 主な技
  - メキシコの花
  - 自爆
自分もダメージを受ける。
  - 爆弾つっこみ
  - 地面潜り
  - おもいっきりサボテン突き

ピラザウルス
声 - 谷津勲
正体は草鹿昇である（ストーリーモードでもそう語られている）が、変身前の姿は戦闘員となっている。
- 主な技
  - 死のメリーゴーランド
  - ローチトリップ
  - リバースロブスターロック
  - 脇固め
  - 腕折り
  - 死の霧 ◎
  - 葛藤
弟である「清」の名を叫ぶ。
  - 死の嵐 ◎
葛藤中にのみ発動。
  - ウルトラパンチ ◎
  - ウルトラキック ◎

地獄大使 / ガラガランダ
声 - 潮健児 / 峰恵研
- 主な技
  - 地獄ふりむき
  - バイオレンスガラ
地獄ふりむき中にのみ発動。
  - 地獄背中
地獄ふりむき中にのみ発動。
  - ガラファング
  - ガラショートショルダー
  - ハイパーショルダータックル ◎
  - サンドダイブ
  - ドリルキック
  - 地獄ドロップキック

ガニコウモル
声 - 池水通洋
- 主な技
  - コウモルジャンプ
  - グランドデストロイヤー
  - 目つぶし
  - ストレッチスルー
  - スライクラッシャー ◎
  - トルネードシザー ◎

#### 隠しキャラクター
ブラック将軍 / ヒルカメレオン
声 - 丹羽又三郎 / 辻村真人
ライダーストーリー編の中ボス。
- 主な技
  - ゲルヒルショット
  - ノーダウンマッチョ
  - ヒルワープ
  - 皆殺しハンマー
  - ジャットコースタースルー

ショッカーライダー
声 - 池水通洋
配色はショッカーライダー1号のものとなっている。ストーリーモードではショッカーストーリー編のみ登場。
- 主な技
  - フィンガーミサイル
  - にせライダーキック
  - にせライダージャンプ
  - にせライダーパンチ
  - にせライダー錐もみシュート
  - アッパーカット

#### ボスキャラクター
ショッカー首領
声 - 納谷悟朗
ライダーストーリー編の最終ボス。CPU専用のため、プレイヤーとしての使用はできない。
- 主な技
  - 地面攻撃
  - 衝撃波
  - 毒ガス攻撃

### 備考
- 効果音や音声は仮面ライダーのレーザーディスクソフトより、BGMが被っていない部分を切り出して加工、使用した[3]。ただし、一部の効果音にBGMが僅かに被っているものもある。新録された音声は中江真司のナレーションと納谷悟朗のショッカー首領のセリフである。

- ソフト購入者へのプレゼント企画として、実車ベースで原寸大の旧サイクロン号が一台製作された（ただし募集要項にて車両は不動状態であると断りを入れている）。ベース車については識者の証言によりスズキT125と断定[4]して捜索を実施。車両を所持している男性を突き止めて譲渡交渉に向かうも、相手が足元を見るような言動を繰り返したり意固地な態度を取るなど難航し、度重なる折衝の末どうにか譲ってもらったとのこと[3]。

## 仮面ライダーV3
前作『仮面ライダー』の続編として、2000年9月14日に発売された。『仮面ライダーV3』を基にしている。原作再現度が高く、キャラゲーとしての評価は良好。

### 概要
- ストーリーモード
V3を主人公としたもののほかに、1号・2号・ライダーマンを主人公にした隠しモードもあり、オリジナルの予告も加えられている。前作の「ショッカーストーリー」のようなものは登場しない[6]。変身するタイミングによって、その後の展開が変化することもある[7]。
- 1人で対戦モード

選択したキャラクターで10戦闘うモード。（アーケードに近い）終盤は闘うキャラクターが決まっており、デストロン側は最後の3戦が1号・2号・V3（首領の場合ここにライダーマンが加わる）ダブルライダーは最後が首領といった具合である。評価がSからEまであり、デストロン側でエンディングを迎えるとこの評価でどこに赴任するか変わる（Sを取れば新たな大幹部、Eなら網走駐在人でクリオネの採取）なお、戦闘員の場合は同じ評価でも1Pカラーか2Pカラーかで結果が異なり、違うのは最後の数秒だけだが10パターンあることにある。
- 2人で対戦モード
- 戦闘員と遊ぼうモード
次々と登場する戦闘員を倒していくモード。使用キャラクターに戦闘員を選択すると、CPUの戦闘員とともに怪人やライダーを倒していくモードとなる。
- サバイバルモード
- チーム対戦モード
- 特訓モード
- 黄昏の特訓モード
藤兵衛とともに特訓を行うモード。藤兵衛を選ぶと、藤兵衛が2人になる。
- シアターモード
- オプション

### 前作『仮面ライダー』とのつながり
前作のデータがメモリーカード内にあれば、一定条件を満たさなければ登場しないライダー1号とライダー2号の2人が初めから使用可能となる。
前作から「ストーリーモード」や「特訓モード」など受け継がれたものも多く、前作『仮面ライダー』では困難であった「カードモード」のカード収集も、ミニゲーム（ブロック崩し）を取り入れることでコンプリートが容易になっている。
登場キャラクターの面では、仮面ライダー1号と仮面ライダー2号が、変身前のデザインと使用する技を少し変更した上で、前作から継続して登場しているほか、前作ではボスキャラクターであった首領が使用可能となった他、登場しなかった藤兵衛も追加された。

### 登場キャラクター
原作のアーカイブを用いていた前作とは異なり、今作は一部（純子と藤兵衛はライブラリ出演）を除き音声が新録されている。風見志郎 / 仮面ライダーV3（宮内洋）、本郷猛 / 仮面ライダー1号（藤岡弘）、デストロン首領（納谷悟朗）とナレーター（中江真司）は当時と同じキャストが演じ、それ以外はオリジナルと異なる声優が起用されている。
オリジナルの技も多いため、技名も記載。
風見志郎 / 仮面ライダーV3
声 - 宮内洋
最終ボスはデストロン首領。最初から使用できる。デストロン軍団をプレイヤーキャラクターとして使用した場合は最後のボスとして登場する。
- 主な技
  - V3ラッシュ
  - フルパワーパンチ
  - グランドウィンド
  - イージーV3キック
  - V3キック
  - V3反転キック
  - V3きりもみ反転キック

ハサミジャガー
声 - 菅原淳一
変身前の姿は、TVシリーズにも登場した神父の姿となる。最初から使用できる。
- 主な技
  - V3ラッシュ
  - スラッシングデッドエンド
  - デスピックシザー
  - デスシザー
  - ジャガーヒール
  - ロールスイッチシュートキック

ジシャクイノシシ
声 - うすいたかやす
突進技が多い。
- 主な技
  - グランドダブルアーム
  - フックサイドバイサイド
  - キックショルダー
  - ブレスエンド
  - イノシシダッシュ

ガマボイラー
声 - 中博史
最初から使用できる。
- 主な技
  - スーパーガマショック
  - ファイナルホイールパンチ
  - シフトガマチョップ
  - ボイラースチームガス

ドクトルG / カニレーザー
声 - 細井治
最初から使用できる。
- 主な技
  - クラブスチーム
  - ラーイダキラー
  - エクスキュージョンアックス
  - フルズキック
  - レーザーブラスト

スミロドーン / 原始タイガー
- 声 - 元原香代美 / うすいたかやす

最初から使用できる。
- 主な技
  - ブレイクフェイクキック
  - タイガーダイビング
  - タイガーレッグソー
  - 原始アタック

ツバサ大僧正 / 死人コウモリ
声 - 中博史
最初から使用できる。
- 主な技
  - スラッシュけり上げ
  - 2段死人カッター
  - ヒマラヤの悪魔

カマクビガメ
声 - 谷昌樹
最初から使用できる。
- 主な技
  - デッドエンドショルダー
  - ダブルボディーブロー
  - ダブルひざげり
  - ふみつけローキック
  - デストロンガス

ヨロイ元帥 / ザリガーナ
声 - 乃村健次
最初から使用できる。ライダーマン使用時の最終ボス。
- 主な技
  - ライジングスマッシュ
  - ローリングデストロンパンチ
  - ストマックニー
  - 裏切りのブロールキック
  - マーダーバブル

#### 隠しキャラクター
結城丈二 / ライダーマン
声 - 古田信幸
ストーリーモードの仮面ライダーV3編クリアで使用できる。
- 主な技
  - ロープアームチェンジ
  - ロープアームスルー
  - パワーアームチェンジ
  - パワーアームクラッシュ
  - スウィングアームチェンジ
  - スウィングアームブロー
  - ドリルアームチェンジ
  - ドリルアームアタック

本郷猛 / 仮面ライダー1号
声 - 藤岡弘
ストーリーモードのライダーマン編をクリアするか、1人で対戦モードを5回クリアで使用できる。
- 主な技
  - ライダージャンプ
  - イージーライダーキック
  - ライダーキック
  - ライダーシザース
  - ライジングハリケーン
  - ライダーパンチ
  - ライダーヘッドクラッシュ
  - ライダーチョップ
  - ダブルライダーチョップ

一文字隼人 / 仮面ライダー2号
声 - 山崎たくみ
ストーリーモードのライダー編をクリアするか、1人で対戦モードを3回クリアで使用できる。
- 主な技
  - ライダージャンプ
  - イージーライダーキック
  - ライダーキック
  - ライダーパンチ
  - ライダーアッパー
  - ライダーニーブロック

戦闘員
声 - KIYOHIRON
1人で対戦モードを、一度でいいからクリアする。
- 主な技
  - デストロンはがいじめ
  - デストロン背後おくり
  - デストロンまきこみ投げ
  - デストロン足引っぱり

珠純子
声 - 小野ひずる ※ライブラリ出演
変身の代わりに、純子が藤兵衛を呼んでくる。
- 主な技
  - 来ないで!（ビンタ）
  - 来ちゃダメ!（ローチョップ）
  - あっち行って!（キック）
  - 近寄らないで!（ローキック）

立花藤兵衛
声 - 小林昭二 ※ライブラリ出演
V3カードをコンプリートしていれば使用可能になる。
- 主な技
  - 特訓フック
  - 熱血チョップ
  - 闘魂チョップ
  - 根性キック
  - 猛烈キック
  - 猛特訓抱え投げ

サイタンク
声 - 中西哲
変身前の姿はTVシリーズにも登場したブラックサンタの姿となる。戦闘員で1人で対戦モードをクリアするか、1人モードを2回クリアしていれば使用できる。
- 主な技
  - マックススイングホーン
  - マックスホーンアタック
  - バーストホーン
  - サイパンチキック
  - サイスラップ
  - サイスラッププレッシャー

カメバズーカ
声 - 山口健
2号を使って1人モードをクリアするか、1人モードを4回クリアすれば使用できる。
- 主な技
  - ハンマーヘッド
  - ジャンプハンマー
  - カメバレルアタック
  - カメチョップ
  - カメダブルチョップ

#### ボスキャラクター
デストロン首領
声 - 納谷悟朗
V3編、ライダーマン編の最終ボス。プレイヤーキャラクターとしての使用が可能。
1号で1人モードをクリアするか、1人モードを6回クリアすれば使用できる。
- 主な技
  - スカルパンチ
  - スカルパンチキック
  - フラットデスサイズ
  - スピンデスサイズ
  - スピンデスサイズプラス
  - リフトデスサイズ
  - ムーンデスサイズ
  - デスサイズシュート
  - デッドエンドデスサイズ
  - グランドブレイク

## 平成仮面ライダーシリーズの格闘ゲーム
- TVタイトルと同名のテレビゲーム
上記の2作以降、『仮面ライダークウガ』から『仮面ライダーカブト』までの7作の3D格闘ゲームが制作されている。『クウガ』から『仮面ライダー龍騎』までの3作が上記の2作と同じくPlayStation用ゲームソフトとして、『仮面ライダー555』から『カブト』までの4作がPlayStation 2用ゲームソフトとして制作されている。システムは、『クウガ』から『仮面ライダー響鬼』までは、上記の2作の1P対戦モードや2P対戦モードに近いシステムのみが組まれていたのみであったが、『カブト』で再び戦闘員モードのような複数のキャラクターによる乱戦が復活している。
- 仮面ライダー クライマックスヒーローズ
『仮面ライダー電王』『仮面ライダーキバ』『仮面ライダーディケイド』にはTVタイトルと同名のゲームは制作されていないが、『ディケイド』放映時期に『クウガ』から『ディケイド』までの仮面ライダーが登場する『仮面ライダー クライマックスヒーローズ』がPlayStation 2用ゲームソフトとして発売された。この作品では、『クウガ』から『ディケイド』までの一部の仮面ライダーが登場しており、移植版となるWii用ゲームソフト『仮面ライダー クライマックスヒーローズW』ではさらに『仮面ライダーW』の仮面ライダーが登場している。

## TVCM
- PS版『仮面ライダー』のCMでは、ショッカー戦闘員が1人定食屋で「仮面ライダーになりたかった」とぼやきながら寂しそうに変身ポーズをとる。CMのナレーターは中江真司が担当している。
- PS版『仮面ライダーV3』のCMでは、デストロンの改造人間にするため視聴者に対して関西弁で勧誘をする人物が登場した。